# 尖嘴兔脂鯉
尖嘴兔脂鯉，為輻鰭魚綱脂鯉目脂鯉亞目上口脂鯉科的其中一個種，分布於南美洲南帕拉伊巴河流域，體長可達25.6公分，棲息在植被生長茂密的水域，生活習性不明。